# Conistra rufofasciata
Conistra rufofasciata là một loài bướm đêm trong họ Noctuidae.